# آموزش در هند
آموزش در هند توسط بخش دولتی به همان شکل بخش خصوصی ایجاد گردیده که با کنترل و تأمین مالی در سه سطح مرکزی، ایالتی و محلی فعالیت می‌کنند. براساس بندهایی از قانون اساسی هند، تحصیلات رایگان و اجباری به عنوان یک حق اساسی برای کودکان در سنین بین ۶ تا ۱۴ سال به رسمیت شناخته شده‌است. نسبت مدارس دولتی به مدارس خصوصی در هند ۷ به ۵ می‌باشد.
هند تلاش بسیاری برای بالا بردن تحصیلات ابتدایی برای حداقل سه چهارم جمعیت در سنین بین ۷ تا ۱۰ سال انجام داده و پیشرفت سیستم تحصیلی و آموزشی هند یکی از مهم‌ترین دلایل پیشرفت اقتصادی این کشور بوده‌است.
هند در مقطع ابتدایی و متوسطه مدارس خصوصی بزرگ و متعددی دارد که با ۲۹٪ از دانش آموز در سنین ۶ تا ۱۴ سال تکمیل‌کننده سیستم مدارس اداره شده توسط دولت می‌باشند. تحصیلات بعد از دبیرستان و مدارس فنی نیز اکثراً در اختیار بخش خصوصی می‌باشد و بازار مدارس غیرانتفاعی در هند یک تجارت ۴۵۰ میلیون دلاری در سال ۲۰۰۸ بوده و به سوی یک تجارت ۴۰ میلیارد دلاری پیش می‌رود.

## آموزش مدارس

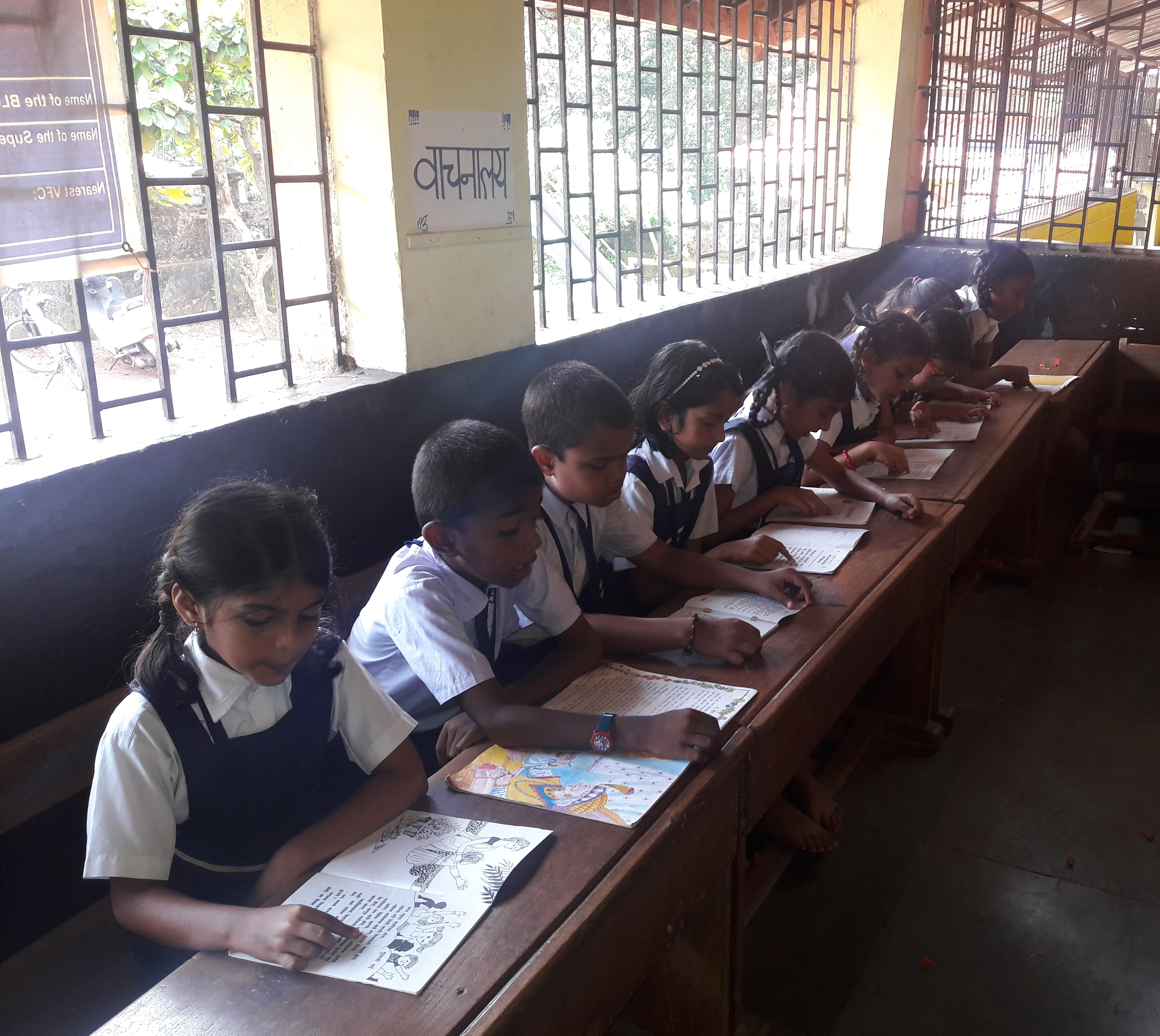
بچه‌های یک مدرسه دولتی در حال خواندن کتاب در کتابخانه در شهر گوا

### مقاطع تحصیلی در هند

#### مرحلهپیش دبستانی
مرحله پیش دبستانی از اساسی‌ترین مراحل تحصیل کودکان در هند است. مهارت و رفتار، هدف آموزش در پیش دبستانی می‌باشد. طبق قانون کودکان برای تحصیلات ابتدایی به مدارس فرستاده می‌شوند اما هنوز فرستادن کودکان به پیش دبستانی به صورت قانون اجباری وجود ندارد. معمولاً در شهرهای کوچک پیش دبستانی به ندرت قابل دسترسی است مخصوصاً در مزارع و دهکده‌های کوچک اطراف کشور اما در شهرها و کلان‌شهرها تعداد زیادی مراکز پیش دبستانی تأسیس شده‌است و نیاز به مدارس پیش دبستانی در شهرهای کوچک رو به رشد می‌باشد ولی به‌طور کلی ۱٪ از جمعیت زیر سن ۶ سال برای آموزش به مدارس پیش دبستانی فرستاده می‌شوند.
- مهد کودک: در مدارس بازی کودکان قرار است که یادگیری‌های اولیه را در مورد فعالیت‌هایی داشته باشند که به آن‌ها کمک می‌کنند تا هر چه زودتر استقلال خود را بدست آورده و فعالیت‌هایی مانند خوردن غذا توسط خودشان، لباس پوشیدن، تمیز کاری و چیزهایی از این قبیل را فرا گیرند. معمولاً سن پذیرش در این مراکز بین ۲ تا ۳ سال می‌باشد.

#### مدارس ابتدایی
دولت هند مدارس ابتدایی برای کودکان سنین ۶ تا ۱۴ سال را اجباری کرده‌است و روی دوره آموزش ابتدایی تأکید دارد.

## نگارخانه

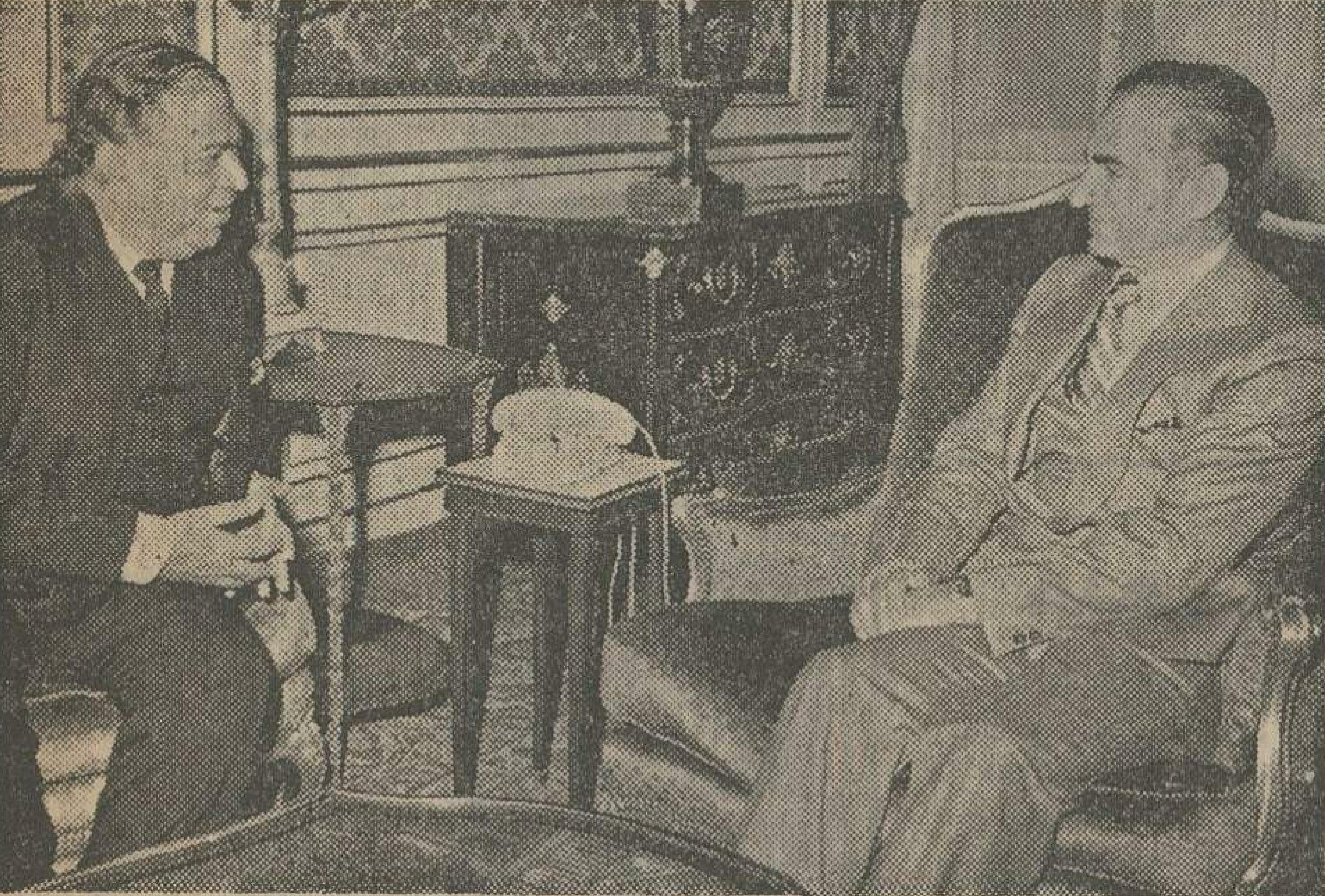
دیدار محمدرضا پهلوی با نورالحسن وزیر آموزش و پرورش هند در کاخ سعدآباد ۱۱ مهر ۱۳۵۲